# Hans Bühler
Hans Bühler   (Winterthur, 12 d'abril de 1893 - Berg am Irchel, 1 de juny de 1967) va ser un genet suís que va competir durant la 1920.
El 1924 va prendre part en els Jocs Olímpics de París, on va disputar quatre proves del programa d'hípica. En el concurs de salts d'obstacles per equips, formant equip amb Alphonse Gemuseus i Werner Stuber, guanyà la medalla de plata, mentre en el concurs de salts d'obstacles individual fou vintè, en ambdues proves amb el cavall Sailor Boy. En el concurs complet per equips fou quart, i en el concurs complet individual catorzè, en ambdós casos amb el cavall Mikosch.